# Elpidio Coppa
Pour les articles homonymes, voir Coppa.
Elpidio Coppa, né le 6 octobre 1914 à Milan et mort le 31 août 1978 à Lucques, est un footballeur italien. 

## Biographie
Avec le club français du Stade Rennais, il joue cinq matchs en Division 1.

## Palmarès
- Champion d'Italie de Serie B en 1936 avec l'AS Lucchese Libertas